# 阿南市立大井小学校
阿南市立大井小学校（あなんしりつ おおいしょうがっこう）は、徳島県阿南市大井町にある公立小学校。

## 基礎データ
- 全校生徒数　1人（1994年3月31日休校当時）[1]

## 沿革
- 1875年（明治7年） - 創立
- 1994年（平成6年）3月31日 - 休校

## 概要
卒業後は阿南市立加茂谷中学校へ進学する。
1994年3月31日休校後、選挙投票所として使われている。

### 校歌
- 作詞:
- 作曲:

### 活動
- 鼓笛